# الطريق إلى يو إف سي الموسم 4
الطريق إلى يو إف سي الموسم 4 (بالإنجليزية: Road to UFC Season 4) هي دورة 2025 من الطريق إلى يو إف سي، وهي سلسلة أحداث فنون القتال المختلطة يُنافس فيها أفضل مُقاتلي فنون القتال المختلطة الآسيويين للفوز بعقود مع يو إف سي.

## الخلفية
ستضم سلسلة الفعاليات أربع فئات: وزن الذبابة، ووزن الديك، ووزن الريشة، والوزن الخفيف، ويتنافس في كل فئة ثمانية مقاتلين بنظام «الفوز والتأهل». يُمنح الفائز في كل فئة عقدًا مع يو إف سي. تتضمن كل فعالية ضمن السلسلة خمس مباريات، إحداها مباراة خارج إطار البطولة.
وستقام مرحلة ربع النهائي من البطولة على مدى يومين في 22 و23 مايو 2025، في معهد يو إف سي للأداء في شنغهاي، مع حدثين من خمس مباريات في كل يوم بإجمالي 10 مباريات في اليوم.

## وصلات خارجية
- Road to UFC